# Olympiakos Piraeus
Olympiakos Piraeus is een Griekse voetbalclub. De club heet voluit Olympiakos Syndesmos Filathlon Peiraios (Grieks: Ολυμπιακός Σύνδεσμος Φιλάθλων Πειραιώς), wat Olympische Vereniging van de Sportvrienden van Piraeus betekent. Olympiakos is de grootste Griekse sportvereniging met succesvolle voetbal-, basketbal- waterpolo- en volleybal-teams. De club werd op 10 maart 1925 opgericht in Piraeus en geldt als een van de populairste van Griekenland. Olympiakos Piraeus is de enige Griekse voetbalclub die een UEFA-clubcompetitie wist te winnen, namelijk de UEFA Europa Conference League in het seizoen 2023/24.

## Organisatie
Olympiakos Piraeus is actief in zeventien verschillende sporten, waaronder voetbal, en telt meer dan 3800 sporters, onder wie een aantal Olympische winnaars en wereldkampioenen. Het is de grootste multisport-organisatie in Griekenland en een van de grootste in de hele wereld. De club heeft meer dan 400 officiële titels in Griekenland gewonnen maar ook Europese en international titels in voetbal, basketbal, waterpolo, volleybal en atletiek. De supporters zijn trots op het feit dat Olympiakos de enige Griekse club is met twee gewonnen Trebles (Grieks kampioen, Griekse beker en Europese titel in een jaar) in twee verschillende sporten.
Olympiakos werd op 10 maart 1925 gesticht toen de leden van de Piraeus Voetbal Club en de Piraeus Fan Club tijdens een vergadering besloten te fuseren tot een nieuwe vereniging. Notis Kamberos stelde de naam Olympiakos voor en Michalis Manouskos voegde Supporters Club van Piraeus toe, waarna de rest van de leden hiermee akkoord ging. De spelers van de nieuw gestichte Olympiakos Supporters Club van Piraeus waren uitstekend, maar het waren de Andrianopoulos-broers, kinderen van een rijke familie, die de reputatie en de beroemdheid van de club hebben verhoogd buiten de grenzen van Piraeus en de naam Olympiakos bekend maakten in heel Griekenland. Yiannis, Dinos, Yorgos en Vassilis maakten als eersten hun opwachting in het elftal van Olympiakos. Leonidas volgde later terwijl Stelios voor een korte tijd ook samen met zijn broers in het eerste van Olympiakos heeft gespeeld.
De supporters van Olympiakos komen voornamelijk uit de werkende klasse en de club is in Griekenland ook bekend als Thrilos (legende). Het clubembleem is een met laurierblad bekroonde tiener.

## Sponsors
| Periode   | Shirtsponsor | Kledingsponsor                 |
| --------- | ------------ | ------------------------------ |
| 1979      | Umbro        | —                              |
| 1980      | Puma         | —                              |
| 1980–1982 | ASICS Tiger  | —                              |
| 1982      | adidas       | —                              |
| 1982–1984 | ASICS Tiger  | FIAT                           |
| 1984–1985 | ASICS Tiger  | Travel Plan                    |
| 1985–1988 | Puma         | Citizen                        |
| 1988      | Puma         | Toyota                         |
| 1989      | Puma         | Bank van Kreta                 |
| 1989–1990 | Puma         | —                              |
| 1990–1992 | Puma         | Diana                          |
| 1992–1993 | Umbro        | Diana                          |
| 1993–1994 | Lotto        | Diana                          |
| 1994–1995 | Adidas       | Nationale Bank van Griekenland |
| 1995–1997 | Puma         | Nationale Bank van Griekenland |
| 1997–2000 | Puma         | Aspis Bank                     |
| 2000–2005 | Umbro        | Siemens Mobile                 |
| 2005–2006 | Puma         | Siemens                        |
| 2006–2009 | Puma         | Vodafone                       |
| 2009–2010 | Puma         | Citibank                       |
| 2010–2013 | Puma         | Pame Stoixima                  |
| 2013–2015 | Puma         | UNICEF                         |
| 2015–     | adidas       | Stoiximan.gr                   |

## Erelijst
| Competitie                    | Aantal | Jaren |
| ----------------------------- | ------ | --- |
| Internationaal                |        | |
| UEFA Europa Conference League | 1x     | 2024 |
| Balkan Cup                    | 1x     | 1963 |
| Nationaal                     |        | |
| Super League                  | 48x    | 1931, 1933, 1934, 1936, 1937, 1938, 1947, 1948, 1951, 1954, 1955, 1956, 1957, 1958, 1959, 1966, 1967, 1973, 1974, 1975, 1980, 1981, 1982, 1983, 1987, 1997, 1998, 1999, 2000, 2001, 2002, 2003, 2005, 2006, 2007, 2008, 2009, 2011, 2012, 2013, 2014, 2015, 2016, 2017, 2020, 2021, 2022, 2025 |
| Beker van Griekenland         | 29x    | 1947, 1951, 1952, 1953, 1954, 1957, 1958, 1959, 1960, 1961, 1963, 1965, 1968, 1971, 1973, 1975, 1981, 1990, 1992, 1999, 2005, 2006, 2008, 2009, 2012, 2013, 2015, 2020, 2025 |
| Griekse Supercup              | 4x     | 1980, 1987, 1992, 2007 |

## Eindstanden
| 3 |

| 2 |

| 2 |

| 3 |

| 2 |

| 3 |

| 1 |

| 1 |

| 2 |

| 2 |

| 3 |

| 7 |

| 2 |

| 1 |

| 1 |

| 1 |

| 3 |

| 2 |

| 4 |

| 2 |

| 1 |

| 1 |

| 1 |

| 1 |

| 1 |

| 4 |

| 2 |

| 1 |

| 8 |

| 2 |

| 4 |

| 2 |

| 2 |

| 3 |

| 3 |

| 2 |

| 3 |

| 1 |

| 1 |

| 1 |

| 1 |

| 1 |

| 1 |

| 1 |

| 2 |

| 1 |

| 1 |

| 1 |

| 1 |

| 1 |

| 5 |

| 1 |

| 1 |

| 1 |

| 1 |

| 1 |

| 1 |

| 1 |

| 3 |

| 2 |

| 1 |

| 1 |

| 1 |

| 3 |

| 3 |

| 1 |

| Super League Alpha Ethniki | Super League 2 Beta Ethniki | Gamma Ethniki |

Tot 2006 stond de hoogste divisie bekend als Alpha Ethniki. Het 2e niveau staat sinds 2010 bekend als Football League en sinds 2019 als Super League 2. Het 3e niveau kende van 2019-2021 de naam Football League.

## Olympiakos Piraeus in Europa
Olympiakos Piraeus speelt sinds 1959 in diverse Europese competities. Hieronder staan de competities en in welke seizoenen de club deelnam. De editie die Olympiakos heeft gewonnen is dik gedrukt:
- Champions League (25x)

1997/98, 1998/99, 1999/00, 2000/01, 2001/02, 2002/03, 2003/04, 2004/05, 2005/06, 2006/07, 2007/08, 2008/09, 2009/10, 2011/12, 2012/13, 2013/14, 2014/15, 2015/16, 2016/17, 2017/18, 2019/20, 2020/21, 2021/22, 2022/23, 2025/26
- Europacup I (11x)

1959/60, 1966/67, 1967/68, 1973/74, 1974/75, 1975/76, 1980/81, 1981/82, 1982/83, 1983/84, 1987/88
- Europa League (12x)

2010/11, 2011/12, 2012/13, 2014/15, 2015/16, 2016/17, 2018/19, 2019/20, 2021/22, 2022/23, 2023/24, 2024/25
- Conference League (1x)

2023/24
- Europacup II (9x)

1961/62, 1963/64, 1965/66, 1968/69, 1969/70, 1971/72, 1986/87, 1990/91, 1992/93
- UEFA Cup (15x)

1972/73, 1976/77, 1977/78, 1978/79, 1979/80, 1984/85, 1989/90, 1993/94, 1994/95, 1995/96, 1996/97, 1999/00, 2000/01, 2004/05, 2008/09
Bijzonderheden Europese competities:
| Bijzonderheid                 | Datum      | Tegenstander    | Uitslag | Plaats  | Naam             | Aantal |
| ----------------------------- | ---------- | --------------- | ------- | ------- | ---------------- | ------ |
| Hoogste overwinning           | 13-08-1997 | MPKC Mozyr      | 5-0     | Piraeus |                  |        |
| Hoogste overwinning           | 02-10-2008 | FC Nordsjælland | 5-0     | Piraeus |                  |        |
| Hoogste overwinning           | 15-07-2010 | KS Besa Kavajë  | 5-0     | Tirana  |                  |        |
| Hoogste overwinning           | 22-07-2010 | KS Besa Kavajë  | 6-1     | Piraeus |                  |        |
| Hoogste nederlaag             | 10-12-2003 | Juventus FC     | 0-7     | Turijn  |                  |        |
| Speler met meeste wedstrijden | 18-02-2009 |                 |         |         | Predrag Đorđević | 83     |
| Speler met meeste doelpunten  | 14-03-2024 |                 |         |         | Youssef El-Arabi | 20     |

UEFA Club Ranking: 37 (07-07-2025)

## Bekende (ex-)spelers
Grieken
- Konstantinos Mitroglou
- Konstantinos Tzolakis
- Konstantinos Tsimikas
- Kostas Fortounis
- Kostas Manolas
- José Holebas
- Dimitris Siovas
- Nikos Dabizas
- Lazaros Christodoulopoulos
- Stelios Giannakopoulos
- Michalis Kapsis
- Antonis Nikopolidis
- Alexandros Paschalakis
- Sokratis Papastathopoulos
- Kyriakos Papadopoulos
- Avraam Papadopoulos
- Vasilis Torosidis
- Andreas Samaris

Belgen
- Björn Engels
- Guillaume Gillet
- Jonathan Legear
- Erwin Lemmens
- Kevin Mirallas
- Vadis Odjidja-Ofoe
- Urko Pardo
- Silvio Proto

Fransen
- Mathieu Valbuena
- Rémy Cabella
- Yann M'Vila
- Christian Karembeu
- Éric Abidal
- Kenny Lala
- François Modesto

Marokkanen
- Ayoub El Kaabi
- Youssef El-Arabi
- Mehdi Carcela
- Manuel da Costa

Argentijnen
- Esteban Cambiasso
- Alejandro Domínguez
- Fernando Belluschi
- Nicolás Freire
- Luciano Galletti
- Ariel Ibagaza
- Sebastián Leto
- Javier Saviola

Spanjaarden
- Raul Bravo
- Roberto Jiménez Gago
- Daniel García Lara
- Dani García
- Miguel Ángel Guerrero
- Vicente Iborra

Serviërs
- Predrag Đorđević
- Darko Kovačević
- Luka Milivojević
- Marko Pantelić

Portugezen
- Daniel Podence
- José Sá
- Rúben Semedo
- Gelson Martins
- Armindo Tué Na Bangna

Brazilianen
- Dudu Cearense
- Rodinei
- Giovanni Silva De Oliveira
- Márcio Rafael Ferreira de Souza
- Rivaldo
- Willian Borges da Silva
- Marcelo Vieira da Silva Júnior

Overig
- Ibrahim Afellay
- Stevan Jovetić
- Roman Jaremtsjoek
- Roger Albertsen
- Brown Ideye
- Haruna Babangida
- Jorge Bermúdez
- Tomislav Butina
- Joel Campbell
- Roy Carroll
- Nery Castillo
- Bent Christensen
- Oktay Derelioğlu
- Omar Elabdellaoui
- Ahmed Hassan Koka
- Hwang In-beom
- Jean Makoun
- Marko Marin
- Olof Mellberg
- Omar Richards
- James Rodríguez
- Dennis Rommedahl
- Philip Zinckernagel
- Boris Rotenberg
- Yaya Touré
- Mady Camara
- Arthur Masuaku
- Pape Abou Cissé
- Ousseynou Ba
- Yassine Meriah
- El Arbi Hillel Soudani
- Zlatko Zahovič
- Pär Zetterberg

## Trainers
| Jaar        | Naam                           | Land                                            |
| ----------- | ------------------------------ | ----------------------------------------------- |
| 2024--heden | José Luis Mendilibar           | Vlag van Spanje                                 |
| 2023-2024   | Carlos Carvalhal               | Vlag van Portugal                               |
| 2023-2024   | Diego Martínez                 | Vlag van Spanje                                 |
| 2023        | José Anigo                     | Vlag van Frankrijk                              |
| 2022-2023   | Míchel                         | Vlag van Spanje                                 |
| 2022-2023   | Carlos Corberán                | Vlag van Spanje                                 |
| 2019-2022   | Pedro Martins                  | Vlag van Portugal                               |
| 2018        | Óscar García                   | Vlag van Spanje                                 |
| 2017-2018   | Takis Lemonis                  | Vlag van Griekenland                            |
| 2017        | Besnik Hasi                    | Vlag van Albanië · Vlag van Kosovo              |
| 2017        | Takis Lemonis                  | Vlag van Griekenland                            |
| 2016-2017   | Paulo Bento                    | Vlag van Portugal                               |
| 2016        | Víctor Sánchez                 | Vlag van Spanje                                 |
| 2015-2016   | Marco Silva                    | Vlag van Portugal                               |
| 2015        | Vitor Pereira                  | Vlag van Portugal                               |
| 2013-2015   | Míchel                         | Vlag van Spanje                                 |
| 2012-2013   | Leonardo Jardim                | Vlag van Portugal                               |
| 2010-2012   | Ernesto Valverde               | Vlag van Spanje                                 |
| 2010        | Božidar Bandović               | Vlag van Servië                                 |
| 2009-2010   | Zico                           | Vlag van Brazilië                               |
| 2009        | Temoeri Ketsbaia               | Vlag van Georgië                                |
| 2008-2009   | Ernesto Valverde               | Vlag van Spanje                                 |
| 2007-2008   | José Segura                    | Vlag van Spanje                                 |
| 2006-2008   | Takis Lemonis                  | Vlag van Griekenland                            |
| 2005-2006   | Trond Sollied                  | Vlag van Noorwegen                              |
| 2004-2005   | Dušan Bajević                  | Vlag van Joegoslavië · Vlag van Griekenland     |
| 2004-2005   | Nikos Alefantos                | Vlag van Griekenland                            |
| 2004-2005   | Siniša Gogić                   | Vlag van Servië en Montenegro · Vlag van Cyprus |
| 2003-2004   | Oleg Protasov                  | Vlag van Oekraïne                               |
| 2002-2003   | Srečko Katanec                 | Vlag van Slovenië                               |
| 2000-2002   | Takis Lemonis                  | Vlag van Griekenland                            |
| 1999-2000   | Ioannis Matzourakis            | Vlag van Griekenland · Vlag van Roemenië        |
| 1999-2000   | Alberto Bigon                  | Vlag van Italië                                 |
| 1996-1999   | Dušan Bajević                  | Vlag van Joegoslavië · Vlag van Griekenland     |
| 1996        | Takis Persias                  | Vlag van Griekenland                            |
| 1995-1996   | Stavros Diamantopoulos         | Vlag van Griekenland                            |
| 1994-1995   | Nikos Alefantos                | Vlag van Griekenland                            |
| 1994-1995   | Thijs Libregts                 | Vlag van Nederland                              |
| 1993-1994   | Ljupko Petrović                | Vlag van Joegoslavië                            |
| 1990-1993   | Oleh Blochin                   | Vlag van Sovjet-Unie                            |
| 1989-1990   | Imre Komora                    | Vlag van Hongarije                              |
| 1988-1989   | Jacek Gmoch                    | Vlag van Polen                                  |
| 1987-1988   | Thijs Libregts                 | Vlag van Nederland                              |
| 1986-1987   | Alketas Panagoulias            | Vlag van Griekenland                            |
| 1984-1985   | Georg Keßler                   | Vlag van Duitsland                              |
| 1983-1984   | Nikos Alefantos                | Vlag van Griekenland                            |
| 1983        | Heinz Höher                    | Vlag van Duitsland                              |
| 1983        | Kazimierz Górski               | Vlag van Polen                                  |
| 1981-1983   | Alketas Panagoulias            | Vlag van Griekenland                            |
| 1981        | Helmut Senekowitsch            | Vlag van Oostenrijk                             |
| 1980-1981   | Kazimierz Górski               | Vlag van Polen                                  |
| 1927-1980   | Geen professionele competitie  |                                                 |
| 1977-1980   | Todor Veselinović              | Vlag van Joegoslavië                            |
| 1976-1977   | Les Shannon                    | Vlag van Engeland                               |
| 1976        | Giorgos Darivas                | Vlag van Griekenland                            |
| 1975-1976   | Vic Buckingham                 | Vlag van Engeland                               |
| 1972-1975   | Lakis Petropoulos              | Vlag van Griekenland                            |
| 1971-1972   | Alan Ashman                    | Vlag van Engeland                               |
| 1971        | Giorgos Darivas                | Vlag van Griekenland                            |
| 1970-1971   | Dan Georgiadis                 | Vlag van Griekenland                            |
| 1969-1970   | Stjepan Bobek                  | Vlag van Joegoslavië                            |
| 1968-1969   | Ljubiša Spajić                 | Vlag van Joegoslavië                            |
| 1967-1968   | Soulis Kinley                  | Vlag van Griekenland                            |
| 1965-1967   | Márton Bukovi                  | Vlag van Hongarije                              |
| 1964-1965   | Nándor Cserna                  | Vlag van Hongarije                              |
| 1963-1964   | András Dolgos                  | Vlag van Hongarije                              |
| 1962-1963   | Giannis Helmis                 | Vlag van Griekenland                            |
| 1960-1962   | Kiril Simonovski               | Vlag van Joegoslavië                            |
| 1958-1960   | Bruno Vale                     | Vlag van Italië                                 |
| 1957-1958   | Tibor Kemény                   | Vlag van Hongarije                              |
| 1956-1957   | Prvoslav Dragićević            | Vlag van Joegoslavië                            |
| 1956        | Vangelis Helmis Giannis Helmis | Vlag van Griekenland                            |
| 1955        | Kostas Negrepontis             | Vlag van Griekenland                            |
| 1954-1955   | Theologos Symeonidis           | Vlag van Griekenland                            |
| 1950-1954   | Vangelis Helmis Giannis Helmis | Vlag van Griekenland                            |
| 1948-1950   | Theologos Symeonidis           | Vlag van Griekenland                            |
| 1945-1947   | Themos Asderis                 | Vlag van Griekenland                            |
| 1937-1938   | Tibor Esser                    | Vlag van Hongarije                              |
| 1937-1938   | Peter Lantz                    | Vlag van Oostenrijk                             |
| 1936-1937   | Jan Kopřiva                    | Vlag van Tsjechië                               |
| 1935-1936   | Nikos Panopoulos               | Vlag van Griekenland                            |
| 1934-1935   | Peter Pispaloou                | Vlag van Duitsland                              |
| 1933-1934   | Jan Kopřiva                    | Vlag van Tsjechië                               |
| 1932-1933   | Tibor Esser                    | Vlag van Hongarije                              |
| 1930-1932   | Josef Kovacs                   | Vlag van Hongarije                              |
| 1927-1930   | Jan Kopřiva                    | Vlag van Tsjechië                               |
| 1925-1927   | Yiannis Andrianopoulos         | Vlag van Griekenland                            |